# Bazilika sv. Avguština, Rim
Bazilika svetega Avguština v Campo Marzio (italijansko Basilica di Sant'Agostino in Campo Marzio; latinsko Basilica Sancti Augustini in Campo Martio), splošno znana kot bazilika svetega Avguština in lokalno kot Sant'Agostino, je rimskokatoliška naslovna manjša bazilika, posvečena svetemu Avguštinu iz Hipona v Rimgu v Italiji. Je matična cerkev reda svetega Avguština in stoji v bližini trga Piazza Navona v rione (okrožje) Sant'Eustachio.
Prvič zasnovana leta 1286, kjer je bila preprosta cerkev iz 8. stoletja, posvečena svetemu Trifunu iz Campsade, je bazilika znana po slogu rimske renesančne arhitekture, umetniških delih umetnikov, kot so Caravaggio, Rafael, Guercino in Bernini in da je bila pokopališče svete Monike († 387), matere svetega Avguština iz Hipona.

## Zgodovina
Red sv. Avguština je bil ustanovljen leta 1244, njegova prva cerkev in samostan pa sta bila Santa Maria del Popolo poleg Porte del Popolo na rimskem obzidju. Fratri novo ustanovljenega preprostega reda pa so želeli, da bi bila njihova glavna hiša bližje papežu in upravi Cerkve.
Leta 1286 je rimski plemič po imenu Egidio Lufredi podaril redu več hiš na območju Campo Marzio. Fratri so zahtevali dovoljenje za gradnjo cerkve in samostana na tem zemljišču; papež Honorij IV. je dovolil samo gradnjo samostana, ker bi bila nova cerkev preblizu cerkve sv. Trifuna v Posteruli, na vogalu sedanje Via dei Portoghesi in Via della Scrofa. Namesto tega je papež že obstoječo cerkev, v kateri so bile ohranjene relikvije mučenikov svetnikov Trifuna, Respikija in Nimfe, zaupal avguštincem.
Gradnjo cerkve je financiral Guillaume d'Estouteville, nadškof Rouena in kardinal Camerlengo (1477-1483). Fasado je leta 1483 zgradil Giacomo di Pietrasanta z uporabo travertina, vzetega iz Koloseja. Zasnova cerkve je pripisana arhitektu iz poznega 15. stoletja Baccio Pontelliju, pozneje v 18. stoletju pa je notranjost obnovil Luigi Vanvitelli. Je preprosto delo zgodnjega renesančnega sloga.
Naslov Sant'Agostino ji je podelil kardinal Jean-Pierre Ricard leta 2006. To je cerkev postnih dni, prve sobote v postnem času.

## Arhitektura
Razen fasade je zunanjost brez dekoracije, velike linije, površine in dimenzije določajo arhitekturo. Fasada je reprezentativni element in razkriva svoj učinek v svoji jasnosti in preprostosti. Danes je vidna le leva zunanja stran cerkve, desna stran je bila integrirana pri gradnji samostanskega poslopja. Apsida levega transepta iz 14. stoletja je še vedno originalna. Opečne opore, ki prevladujejo nad streho levega hodnika, so presenetljive.

### Fasada
Struktura in zasnova travertinske fasade temelji na fasadi avguštinske cerkve Santa Maria del Popolo, ki je bila zgrajena nekaj let prej, in je zato ena prvih renesančnih fasad v Rimu. Notranjo zgradbo cerkve v strukturi fasade nakazujejo pilastri in visoki osrednji del. Trapez in mogočni timpanon delita pročelje na dve vodoravni polji. Ornamentika na volutah je že bolj razvita. Številne plošče in trije okuli nad portali strukturirajo spodnji del fasade. Zapleteno obdelan glavni jonski portal iz 15. stoletja je obdan z izrezljanim marmornim okvirjem in trikotnim pedimentom z grbom kardinala d'Estoutevillea in napisom INDULGENTIA PLENARIA QUOTIDIANA PERPETUA PRO VIVualIS ET DEFUNCTIS - za žive in mrtve). Slabo preperela freska nad glavnim portalom prikazuje izročitev rednih pravil s strani menihov Avguštinov (ilu.). Graditelj cerkve se je ovekovečil v markantnem napisu: GUILLERMUS DE ESTOUTEVILLA EPISCO. OSTIEN.KARTICA. RDEČI OMAGES. S.R.E. CAMERARIUS FECIT (zgradil Guillaume d'Estouteville, škof Ostie, kardinal iz Rouena, Camerlengo Svete rimske cerkve) in pod letnico MCCCCLXXXIII (1483), ki je tudi leto dokončanja in leto kardinalove smrti.

### Stavba cerkve
Cerkev je triladijska bazilika z izjemno visoko in ozko osrednjo ladjo. Ladja je zgrajena v razmerju 2:1 do transeptov. Masivne, okroglo obokane arkade tvorijo osnovo za obočne pole, in jo prekinjata po 2 okroglo obokana okna v vsakem oboku. Obokanje ladje sledi vezanemu sistemu, tj. obočna pola osrednje ladje povzema 2 polji stranskih ladij. Prvotno je bilo v zunanje stene vgrajenih šest stranskih kapel, pri čemer sta bili dve sčasoma opuščeni, ena za levi stranski izhod in ena za dostop do nove zakristije na desni. Transept je ozek in sega le malo čez poravnavo ladje s kapelami. Zaključek je apsida s kapelo. Stopenjski korni sistem tvorijo štiri različno globoke korne kapele, pri čemer se enoprostorna glavna kapela zaključuje v polkrogu, stranski kapeli pa se končujeta vsaka z ravnim korom. Ko so jo zgradili, je bila na desni strani druga kapela z nekdanjo zakristijo, preden so jo vgradili v samostansko poslopje. V križišču se dviga viseča kupola s svetlobnico, ki pa je v današnji obliki zgradila arhitekta Vanvitelli in Carlo Murena šele v 18. stoletju, prav tako zvonik.
Številni arhitekturni proporci in mere so skladni z avguštinsko numerologijo in simboliko – Avguštin je ljubil alegorični pomen številk, npr. številka 12, ki simbolizira univerzalnost Cerkve, 12 Izraelovih plemen in 12 apostolov. V Sant'Agostinu 12 stebrov podpira ladjo, 12 stranskih kapelic je nekoč obstajalo, 12 oken pa osvetljuje cerkev. Število 7 je za Avguština pomenilo Staro zavezo in 8 za Novo zavezo, skupaj tvorita številko 15 - skupaj 15 obočnih pol podpira glavno in stranski ladji.

## Umetniška dela
Zelo vidno umetniško delo, ki je trenutno v cerkvi, je Loretska Mati Božja v kapeli Cavallettijev (prva kapela na levi), pomembna zgodnja baročna slika Caravaggia.
Cerkev vsebuje tudi Guercinovo platno Svetniki Avguštin, Janez Evangelist in Hieronim; fresko Prerok Izaija Rafaela na tretjem pilastru leve stranske ladje; in kip Sveta Ana in Marija z otrokom, delo Andrea Sansovina.
Skulptura Madona del Parto (Gospe porodnice) Jacopa Sansovina, ki po legendi temelji na starodavnem kipu Agrippine, ki v rokah drži Nerona, slovi po tradiciji, da dela čudeže pri porodu. Kip je poln zahvalnih daritev in vedno obdan z daritvami cvetja in sveč.
Leta 1616 je baročni umetnik iz 17. stoletja Giovanni Lanfranco okrasil kapelo Buongiovanni (v levem transeptu) s tremi platni in stropno fresko Marijinega vnebovzetja.
V cerkvi je tudi skulptura Melchiorre Caffà Sv. Tomaž iz Villanove, ki deli miloščino, ki jo je dopolnil njegov mentor Ercole Ferrata.
- Notranjost sv. Avguština, Rim, z ladjo in visokim oltarjem
- Loretska Mati Božja, Caravaggio

## Grobnice
Cerkev vsebuje grob svete Monike, matere svetega Avguština, Fiammette, ljubice Cesarea Borgia in slavne kurtizane ter grob Olava Trondssona, norveškega nadškofa 1459 - 1473. Na njegovem nagrobniku je napis CVI DEDERAT SACRAM MERITO NORVEGIJSKI SEDEM HIC TEGIT OLAVI FRIGIDVS OSSA LAPIS (kar pomeni: Tu hladen kamen pokriva kosti Olava, ki mu je Norveška upravičeno podelila sveti stol.).
Napise, najdene v S. Agostinu, dragocenem viru, ki ponazarja zgodovino cerkve, je zbral in objavil Vincenzo Forcella.
Leta 1741 je Pietro Bracci oblikoval in sklesal polikromirano grobnico kardinala Giuseppeja Renata Imperialija, ki je umrl 15. januarja 1737.
Tu je pokopan tudi vodilni škof in kardinal Guillaume d'Estouteville (ok. 1412–1483).